# بوم (ترانه آناستازیا)
«بوم» تک‌آهنگی از هنرمند اهل ایالات متحده آمریکا آناستازیا است که در سال ۲۰۰۲ میلادی منتشر شد.